# Piémont
Pour les articles homonymes, voir Piémont (homonymie).
Le Piémont (prononcé : /pje.mɔ̃/ ; en piémontais : Piemont /pjeˈmʊŋt/, en valdôtain : Piémòn /pje.mʊŋ/ ; en italien : Piemonte /pjeˈmonte/) est une région du nord-ouest de l'Italie. Le Piémont tire son nom de sa situation géographique, au pied des monts (les Alpes). Traversé par le Pô, son chef-lieu est Turin. Le Piémont est limitrophe des régions italiennes de la Vallée d'Aoste, de Lombardie, de Ligurie et d’Émilie-Romagne, des cantons suisses du Valais et du Tessin et des régions françaises d'Auvergne-Rhône-Alpes et de Provence-Alpes-Côte d'Azur.

## Géographie

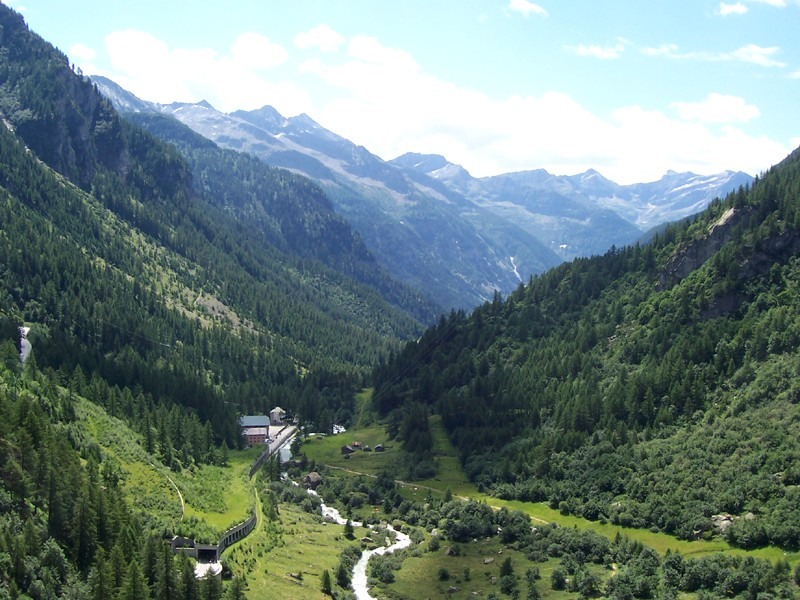
Val Formazza.

Le Piémont fait partie de la région naturelle de la plaine du Pô, aux côtés de la Lombardie, de la Vénétie, de l'Émilie-Romagne et du Trentin-Haut-Adige. Il comprend les provinces de Bielle, Asti, Alexandrie, Novare, Coni, Turin, Verceil et Verbano-Cusio-Ossola.
Le Piémont est entouré, sur trois de ses côtés, par les Alpes, incluant le mont Viso au pied duquel le Pô prend sa source, et le mont Rose. La géographie du Piémont est celle d'un territoire essentiellement montagneux (à 43,3 %) mais comportant aussi de vastes espaces de collines (30,3 % du territoire) et de plaines (26,4 %). Le Piémont est la deuxième plus grande région d'Italie, après la Sicile, en superficie, sur les vingt régions que compte le pays. Son territoire recouvre essentiellement la partie supérieure du bassin du Pô, qui naît dans l'ouest de la région, et qui est le plus important fleuve italien. Le Pô recueille l'eau provenant des rivières comprises dans le demi-cercle de montagnes (Alpes et Apennins) qui entoure trois côtés du Piémont. Le Piémont a toujours été une région riche d'Italie, berceau de l'industrie italienne (FCA, Iveco, Lancia, Alfa Romeo), comparé au sud du pays (Pouilles, Sicile). Le Piémont recouvre les deux tiers du triangle industriel italien et sa capitale, Turin, est l'une de ses trois pointes (les deux autres étant Milan et Gênes).
Aujourd'hui, la majeure partie de la population active piémontaise est employée dans les services.

## Histoire

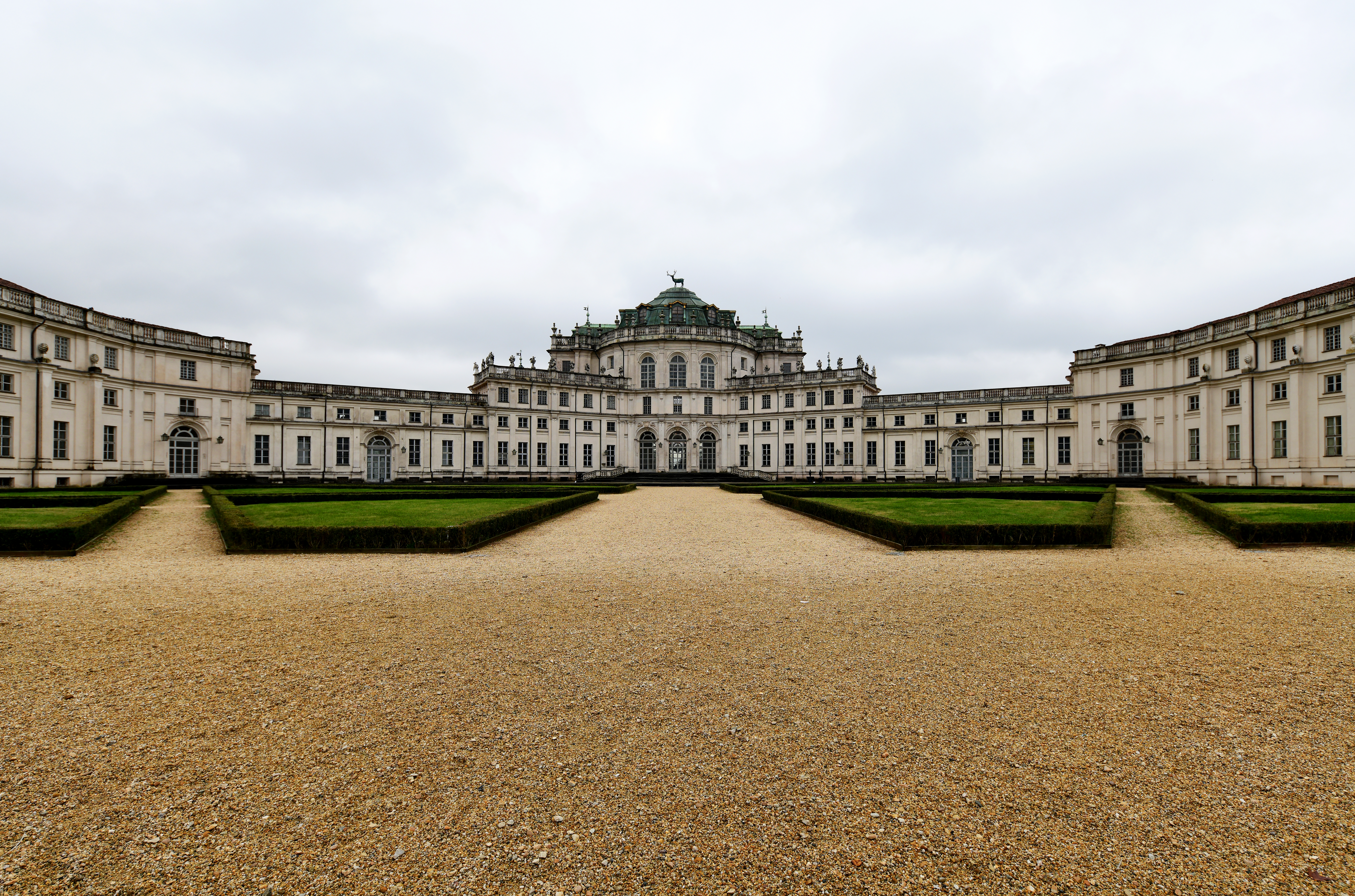
Le pavillon de chasse de Stupinigi, l'une des résidences royales de la maison de Savoie au Piémont.

### De la Préhistoire au Moyen Âge
À l'époque protohistorique, le territoire de l'actuel Piémont est habité par des populations celto-ligures. Ce territoire est conquis par Rome à la fin du IIIe siècle avant notre ère, à la suite de la première guerre punique, tout comme l'ensemble de la Gaule cisalpine (prise de Milan en 222).
De nombreuses villes piémontaises conservent d'importantes traces de l’époque romaine, qui prend fin sept siècles plus tard lors des invasions germaniques.
Pendant le haut Moyen Âge, ce territoire fait partie du royaume ostrogoth d'Italie, puis du royaume des Lombards, puis, dans l'empire carolingien, du royaume d'Italie. Lors du partage de Verdun (843), le territoire piémontais entre dans le royaume attribué à Lothaire, la Lotharingie. Le col du Mont-Cenis joue alors un rôle important dans les liaisons entre l'Italie et les royaumes établis de l'autre côté des Alpes, notamment le royaume de Bourgogne.

### Principauté de Piémont (du Moyen Âge auXVIIesiècle)
Au cours du Moyen Âge, se constitue autour de Turin la principauté de Piémont, qui est depuis la fin du XIIIe siècle gouvernée par une branche cadette de la maison de Savoie, la lignée de Savoie-Achaïe. En 1418, à la mort de Louis de Savoie-Achaïe, la principauté du Piémont est définitivement absorbée par la maison de Savoie, qui a la faveur de l'empereur en tant que membre du parti gibelin.
À partir de 1494, le Piémont est embrasé par les guerres d'Italie : dans la première moitié du XVIe siècle, le pays devient un théâtre d'opérations d'armées étrangères, ce qui bloque la vie culturelle.

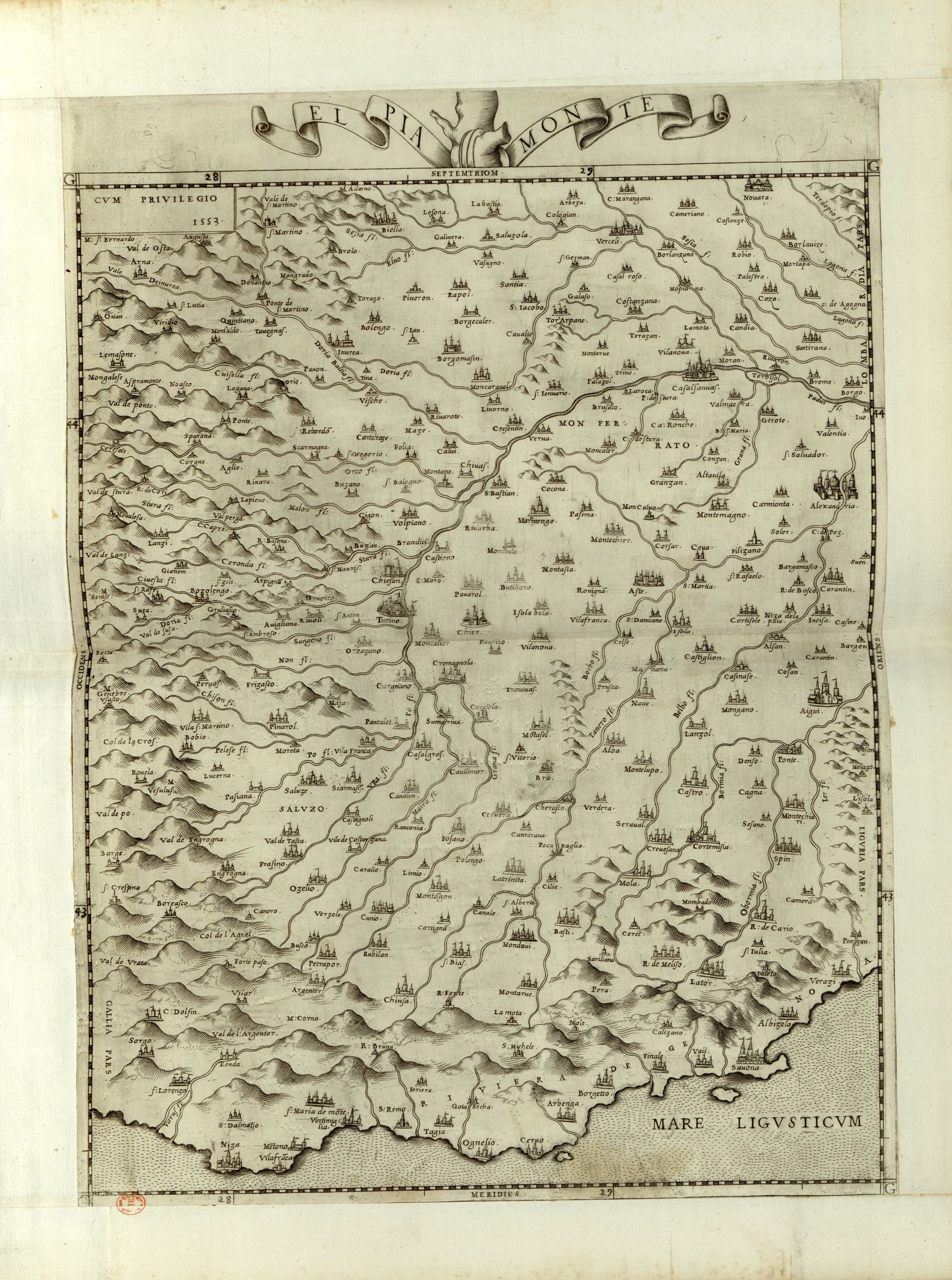
Carte historique du Piémont, 1553.

En 1563, le duc de Savoie et prince de Piémont décide de faire de Turin sa principale capitale, au détriment de Chambéry.

### XVIIIesiècle: l'intégration au royaume de Sardaigne
En 1706, pendant la guerre de Succession d'Espagne, le duc Victor-Amédée II de Savoie et son cousin le prince Eugène remportent la bataille de Turin sur une armée française.
En 1713, au traité d'Utrecht, la frontière du Piémont est rectifiée à l'ouest : en échange de la vallée de l'Ubaye (prise au comté de Nice, possession des ducs de Savoie), la France cède les territoires dauphinois situés à l'est de la ligne de partage des eaux : les escartons du Briançonnais de Châteaudauphin (Casteldelfino) et d'Oulx.
En 1720, à la suite du traité de Londres de 1718, le duc de Savoie et prince de Piémont devient roi de Sardaigne : de cette date à 1861, ses États constitueront donc le royaume de Sardaigne, souvent appelé « royaume de Piémont-Sardaigne ».
En 1744, pendant la guerre de Succession d'Autriche, l'armée sarde de Charles-Emmanuel III est vaincue par l'armée franco-espagnole du prince de Conti à la bataille de Casteldelfino, puis à la bataille de la Madonne de l'Olmo, près de Coni.
Le 19 juillet 1747, cependant, une armée française commandée par le duc de Belle-Isle est vaincue à la bataille d'Assietta sur la crête alpine de la Testa dell'Assietta, dominant la forteresse d'Exilles. Belle-Isle est tué dans cette bataille en tentant une charge vers les retranchements sardes.

### De l'occupation française à l'unification de l'Italie (1796-1861)
En 1796, le Piémont est occupé par l'armée française révolutionnaire ; le 11 septembre 1802, le premier consul Napoléon Bonaparte décide de l'annexer à la République française.
Après le rétablissement du royaume de Sardaigne en 1815, Turin en devient la capitale. La classe dirigeante piémontaise, dont le membre le plus éminent est le comte Cavour, combat désormais contre l'Autriche, qui tient la Lombardie, la Vénétie et la Toscane, et contre le pape pour l’unité de l’Italie, qui sera réalisée en 1861.

### Le Piémont dans l'Italie unifiée (depuis 1861)
Après la formation du royaume d’Italie, le Piémont perd de son importance, bien que Victor-Emmanuel II soit devenu roi d'Italie. En 1864, Turin perd son rôle de capitale au profit de Florence (puis de Rome après 1870). La langue et la culture italiennes prennent le pas sur la langue et la culture piémontaises.
Au XXe siècle, le Piémont devient une grande région industrielle, dont l'emblème est l'entreprise automobile Fiat. Comme dans toute l'Italie du Nord, une forte immigration en provenance d'Italie du Sud a lieu après la Seconde guerre mondiale.

## Nature

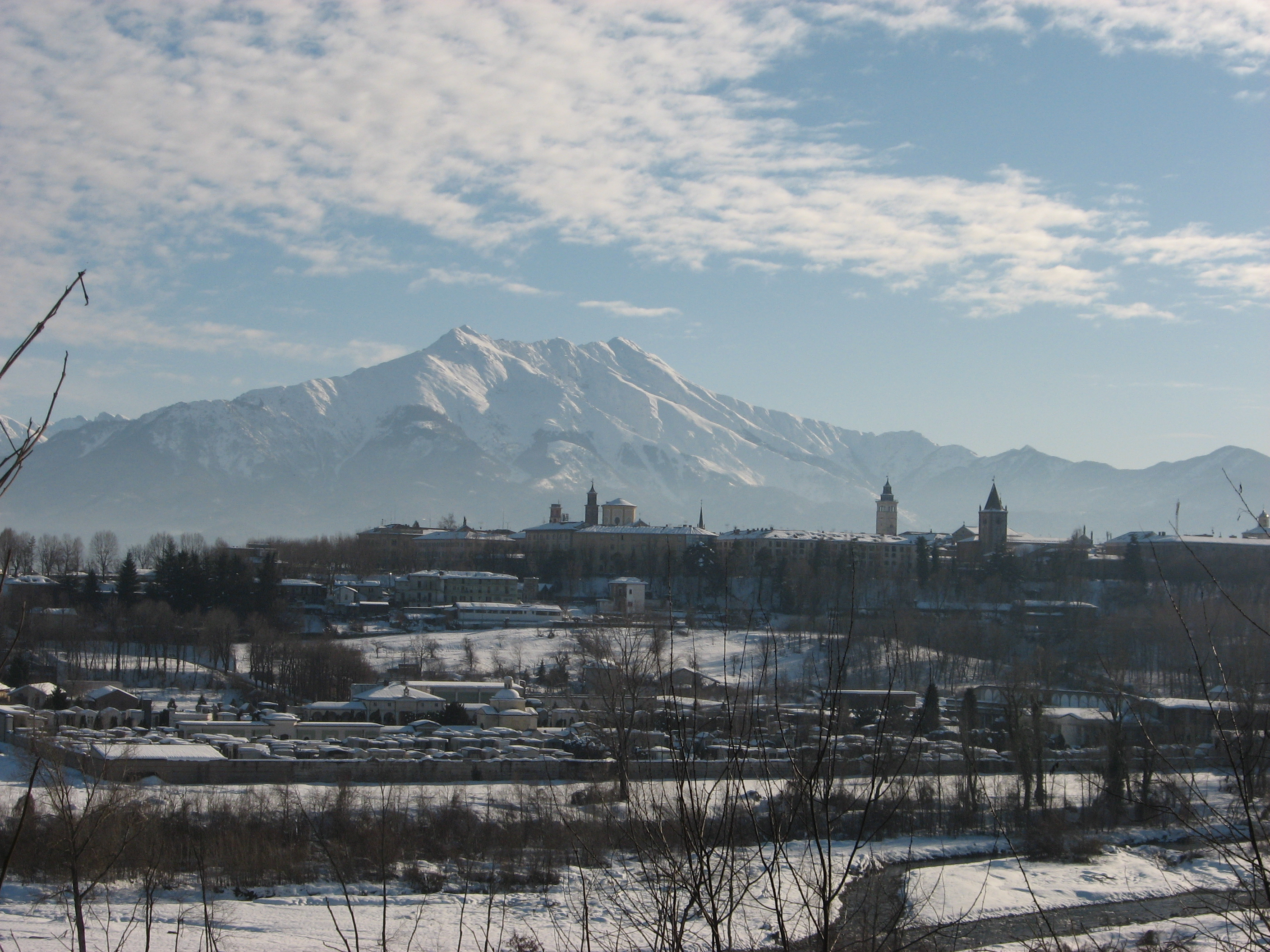
La ville de Coni.

La région du Piémont présente des milieux naturels variés dus aux différences de relief. Environ 1 930 km2 sont des zones protégées, soit un peu moins de 8 % de la superficie totale, et la région compte 190 hectares de parcs nationaux. Le parc national du Grand Paradis, à cheval entre la Vallée d'Aoste et le Piémont, est le plus connu. Ses paysages de haute montagne et sa faune riche en bouquetins sont très évocateurs. Le Val Grande est aussi un parc national. En outre, on dénombre pas moins de cinquante-six réserves ou parcs régionaux. Les zones marécageuses de la plaine du Pô ont fait l'objet de soins particuliers. La haute vallée de Suse est aussi un espace montagnard avec des zones protégées (Orsiera-Rocciavrè, Gran Bosco di Salbertrand (it), Rochemelon et autres).

## Démographie

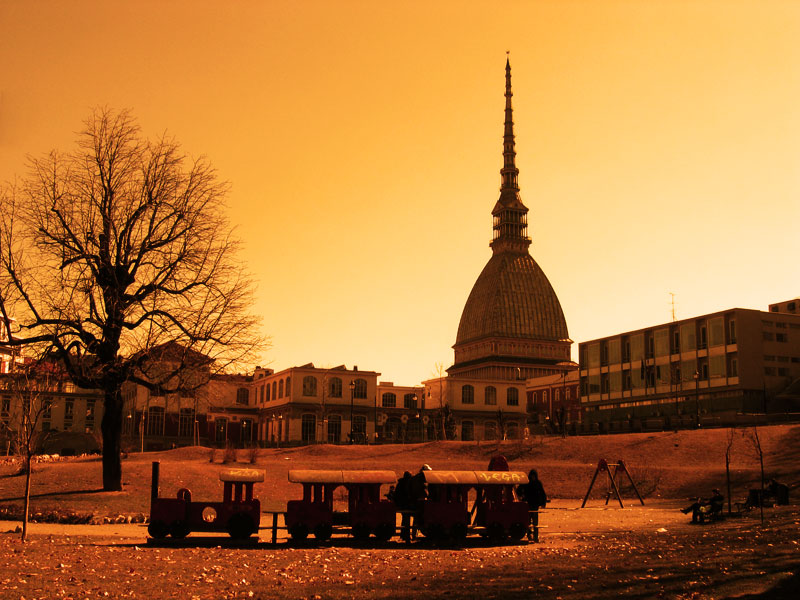
Turin, la capitale du Piémont.

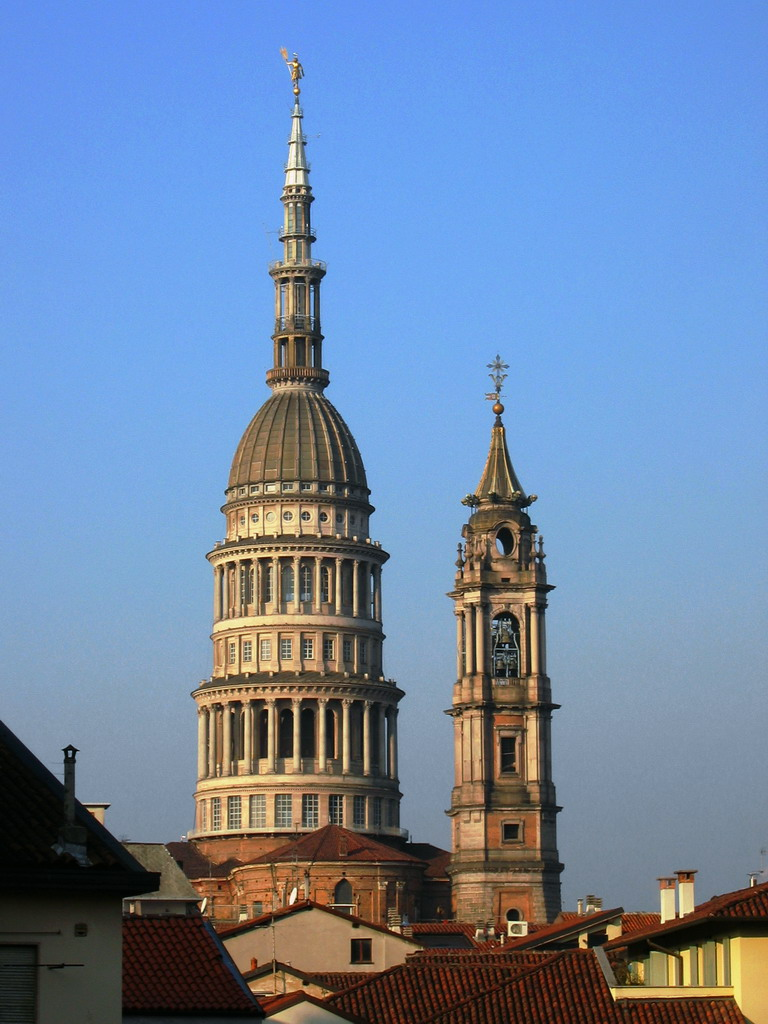
Novare, la basilique de San Gaudenzio.

Le Piémont compte 4 463 135 habitants pour une superficie de 25 402 km2, soit une densité de 176 habitants par km2. Outre les chefs-lieux de provinces, les villes importantes sont Moncalieri, Rivoli et Collegno.
| Rang | Ville      | Province / Ville métropolitaine | Population |
| ---- | ---------- | ------------------------------- | ---------- |
| 1    | Turin      | Turin                           | 903 705    |
| 2    | Novare     | Novare                          | 102 037    |
| 3    | Alexandrie | Alexandrie                      | 90 289     |
| 4    | Asti       | Asti                            | 73 159     |
| 5    | Moncalieri | Turin                           | 57 025     |
| 6    | Coni       | Coni                            | 54 624     |
| 7    | Rivoli     | Turin                           | 51 996     |
| 8    | Collegno   | Turin                           | 48 091     |
| 9    | Verceil    | Verceil                         | 47 946     |
| 10   | Bielle     | Bielle                          | 47 353     |

## Économie
Le Piémont est une région riche, tant du point de vue agricole qu'industriel. Il totalise 1,7 million de salariés. Sa partie basse est une région agricole fertile. Les principaux produits agricoles de la région sont les céréales comme le riz, qui représentait plus de 10 % de la production nationale en 1999, et le maïs, les grappes de raisin pour le vin, les fruits et le lait. La production de betterave à sucre et de pomme de terre y est également importante. Le Piémont est une des plus grandes régions viticoles d'Italie. Plus de la moitié de ses 700 km2 de vignes sont enregistrées comme DOC. Des vins renommés y sont produits, tels que le barolo, le barbaresco et le moscato d'Asti. Les différents cépages incluent le nebbiolo, la barbera, le dolcetto, le freisa, le grignolino et le brachetto. Le fromage y est aussi réputé : neuf sont de type DOC.

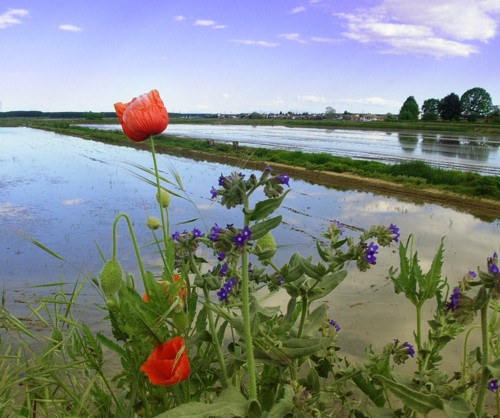
Une rizière entre Novare et Verceil.

La région comprend des centres industriels majeurs comme Turin, siège du constructeur automobile Fiat, Iveco (FCA), créé il y a plus d'un siècle, et Ivrée, siège du fabricant de matériel informatique Olivetti. Bielle est spécialisée dans la filature et la production de laine. Le Piémont compte d'ailleurs environ un millier d'entreprises textiles, qui exportent 70 % de leur production. La province de Coni comporte des fabriques de chocolat du groupe Ferrero dont le siège est implanté à Alba, et d'importantes industries mécaniques. Le Piémont compte environ 396 000 entreprises industrielles et 122 000 entreprises artisanales. On dénombre également une centaine de laboratoires de recherche et développement et quatre universités dont l'université de Turin, fondée en 1404 et considérée comme l'une des plus importantes d'Italie. (Politecnico di Torino).
L'industrie du tourisme dans le Piémont emploie plus de 75 000 personnes, et environ 17 000 entreprises sont liées aux activités de l'hôtellerie et de la restauration, dont près de 1 500 hôtels et résidences de tourisme. Le secteur génère un chiffre d'affaires d'environ 2,7 millions d'euros par an, ce qui équivaut à 3,3 % des 80,2 millions d'euros que représentent les dépenses totales estimées dans le tourisme en Italie. La région attire légèrement plus de touristes italiens qu'étrangers (respectivement 58 % et 42 % du total des touristes). En 2002, le nombre de touristes s'élevait à 2 651 068. Les sites traditionnellement les plus visités sont la région des lacs qui compte pour un tiers des séjours, et l'aire urbaine de Turin (environ 26,5 %). En 2006, cette dernière a organisé les XXes Jeux olympiques d'hiver et en 2007, l'Universiade d'hiver.
D'après une étude d'Eurostat, le PIB du Piémont atteignait 125 070 millions d'euros en 2007 (5e sur le plan national). Pour ce qui est du PIB par habitant, il arrivait au 9e rang national avec 28 600 euros. Enfin, le PIB par habitant du Piémont en standard de pouvoir d'achat équivalait à 113,6 % de la moyenne de l'Union européenne.

## Transports

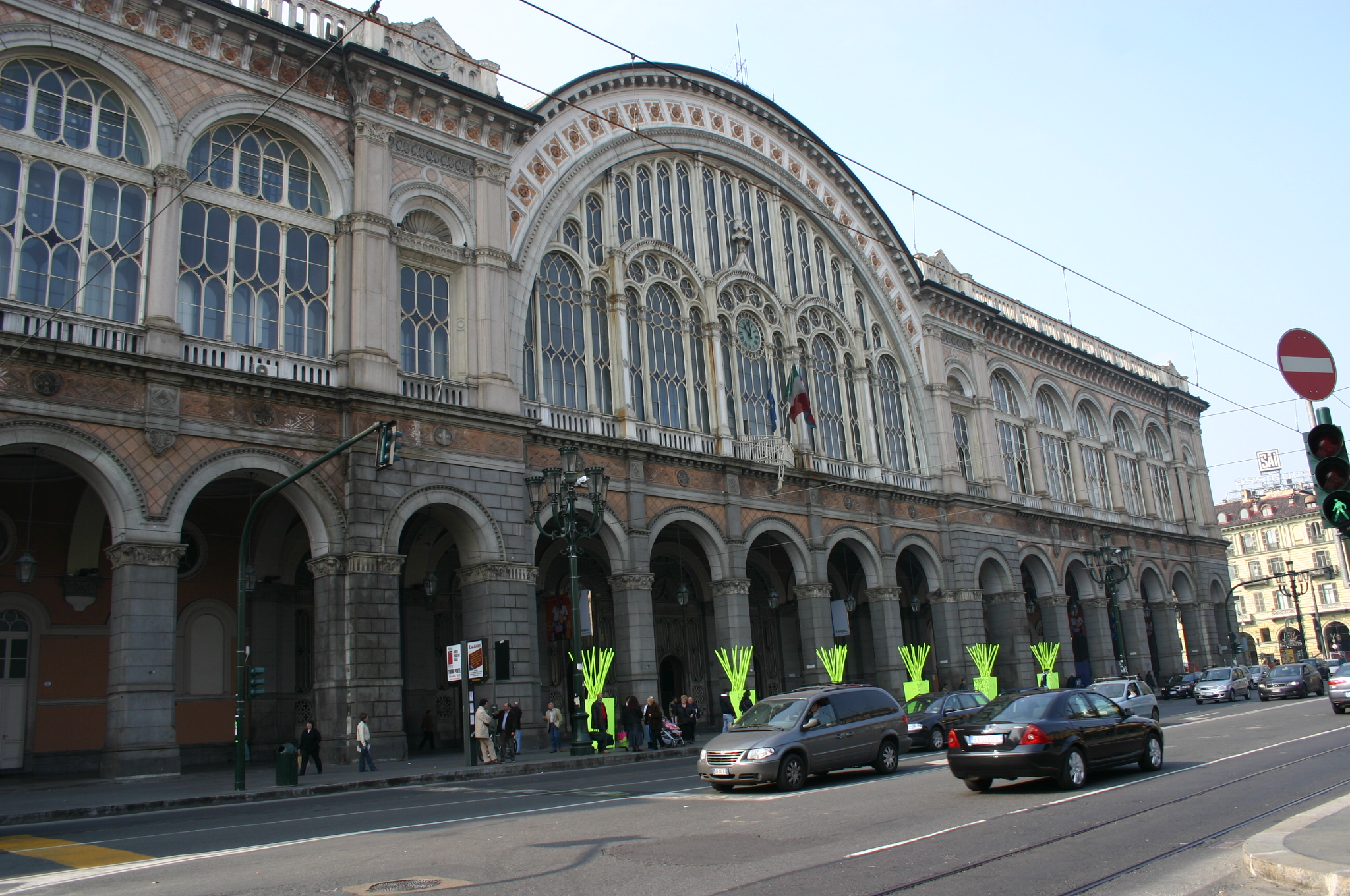
La gare de Turin-Porta-Nuova.

Le Piémont dispose du plus long réseau d'autoroutes (environ 800 km) de toutes les régions du pays. Ce réseau a pour centre Turin d'où partent les différentes autoroutes en direction des autres provinces de la région. En 2001, le nombre de voitures de tourisme pour 1 000 habitants atteignait les 623, bien au-dessus du niveau national (575).
Le réseau ferroviaire est long de 2 000 km.
Deux aéroports internationaux assurent des liaisons aériennes vers l'étranger et le reste de l'Italie : l'aéroport Sandro-Pertini de Turin Caselle et l'aéroport international de Coni.
Le Tessin en Suisse est accessible par le val Vigezzo et le lac Majeur. Les accès au Valais se font par le col et le tunnel du Simplon et le col et le tunnel du Grand-Saint-Bernard (via la Vallée d'Aoste pour ces derniers).
Plusieurs accès avec la France existent : les cols du Fréjus et du Tende, tous deux composés d'un tunnel routier et d'un tunnel ferroviaire ; ainsi que les cols du Mont-Cenis, de l'Échelle, de Montgenèvre, Agnel, de Larche et de la Lombarde. Il existe également le tunnel du Mont-Blanc, accessible depuis Chamonix-Mont-Blanc, pour rejoindre le Piémont en traversant la Vallée d'Aoste.

## Culture

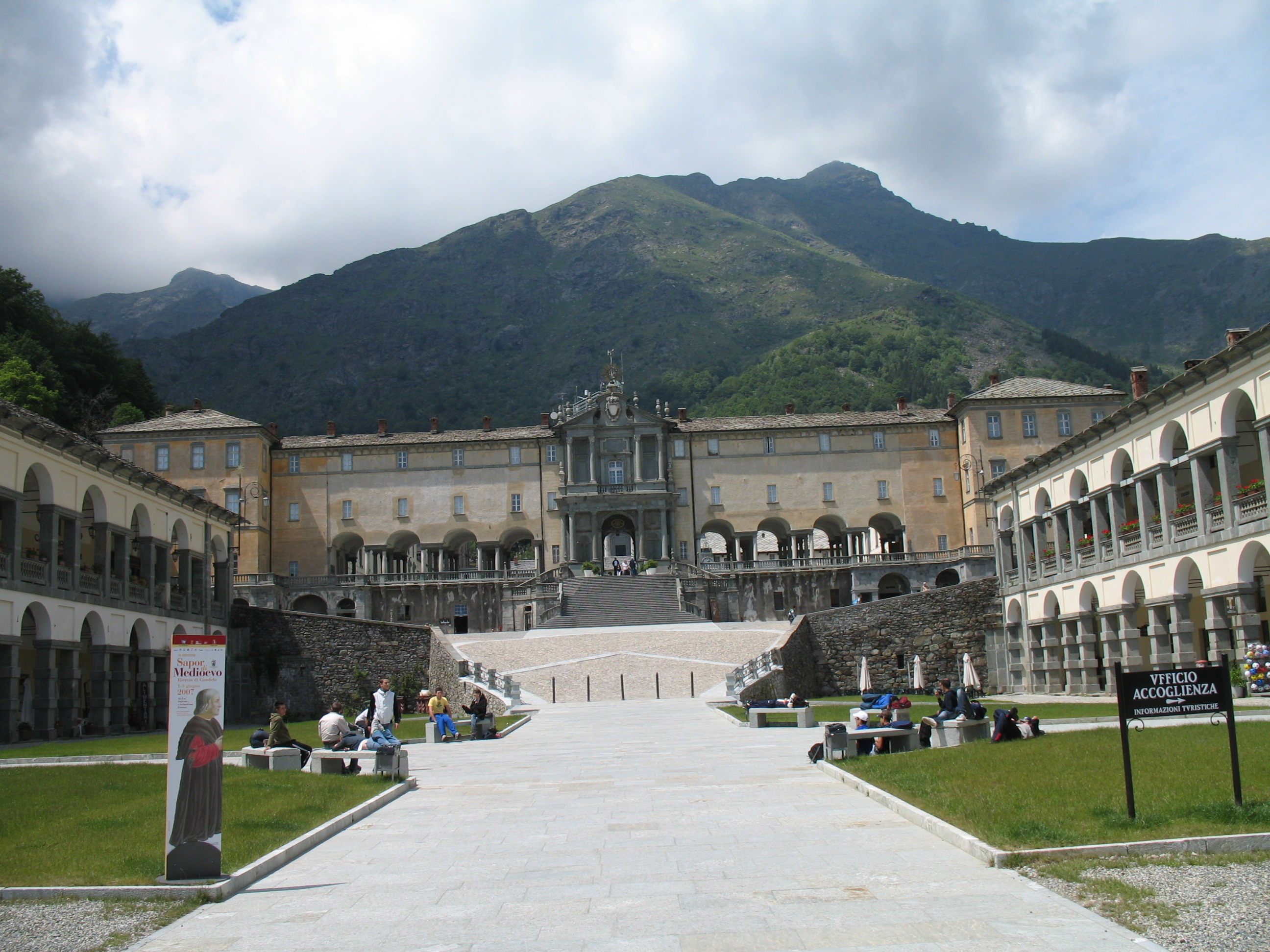
Mont Sacré d'Oropa.

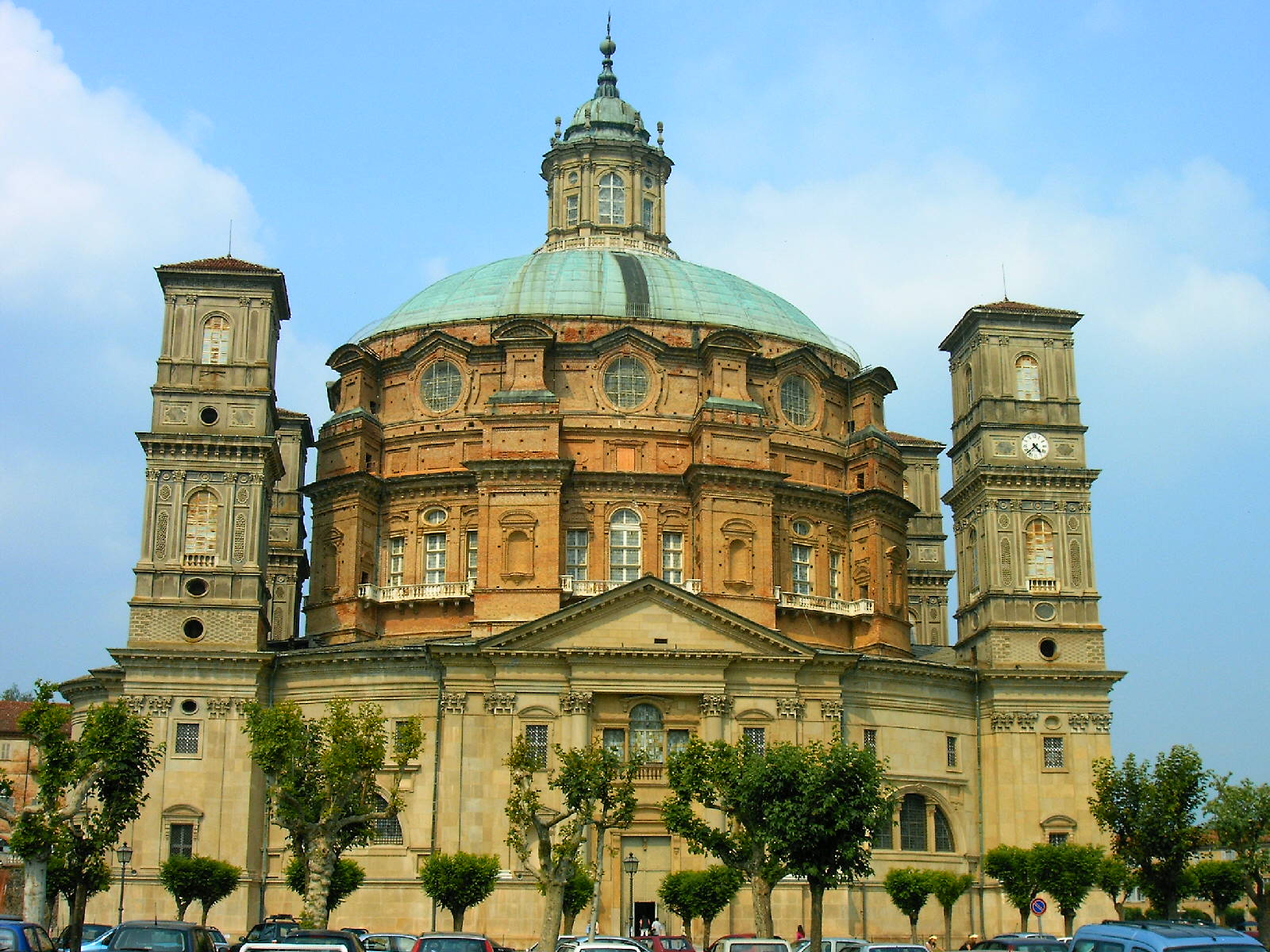
Sanctuaire de Vicoforte.

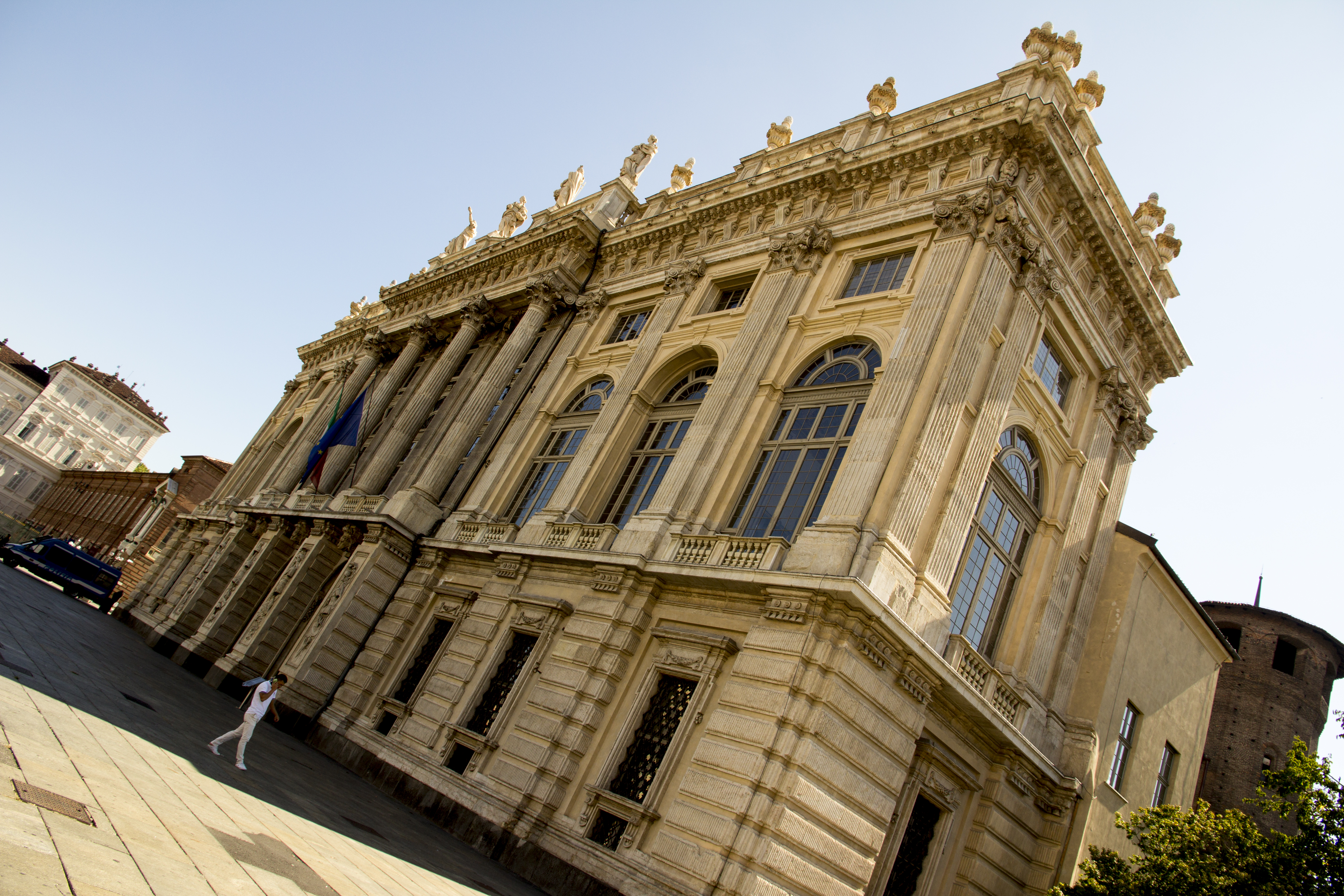
Palais Madame.

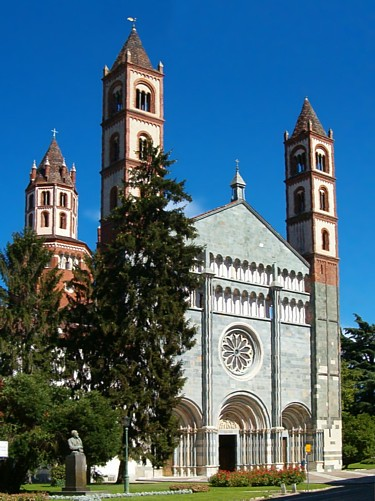
Basilique Saint-André de Verceil.

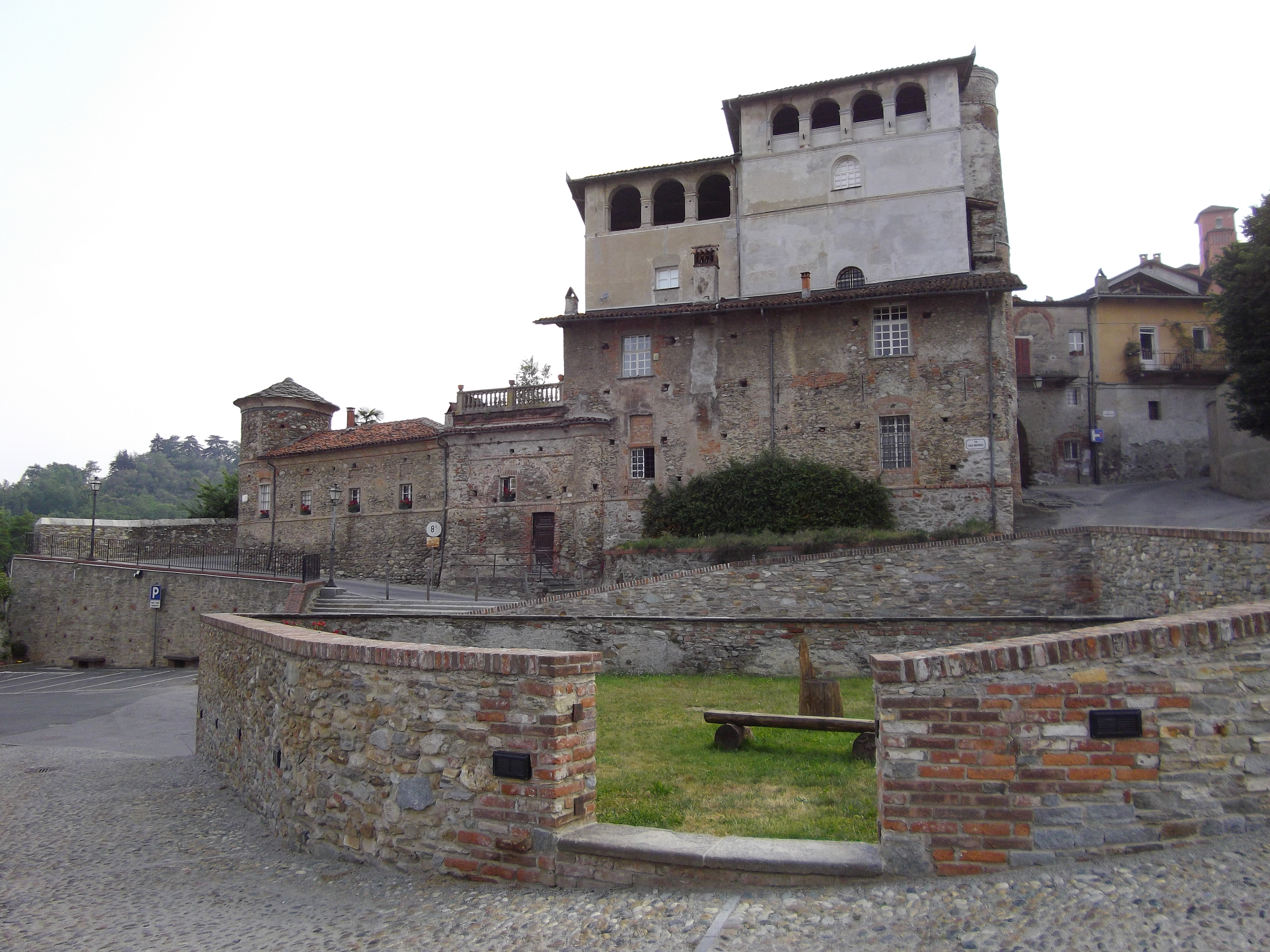
Costigliole Saluzzo - 'L Castlòt.

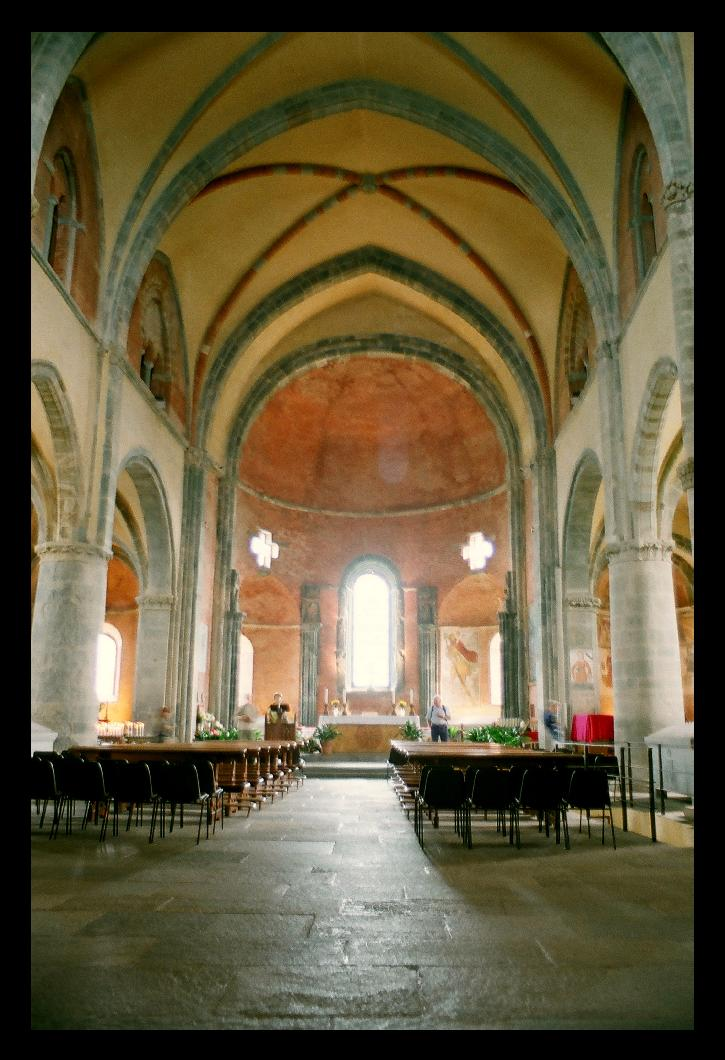
Abbaye Saint-Michel-de-la-Cluse, appelée en italien Sacra di San Michele.

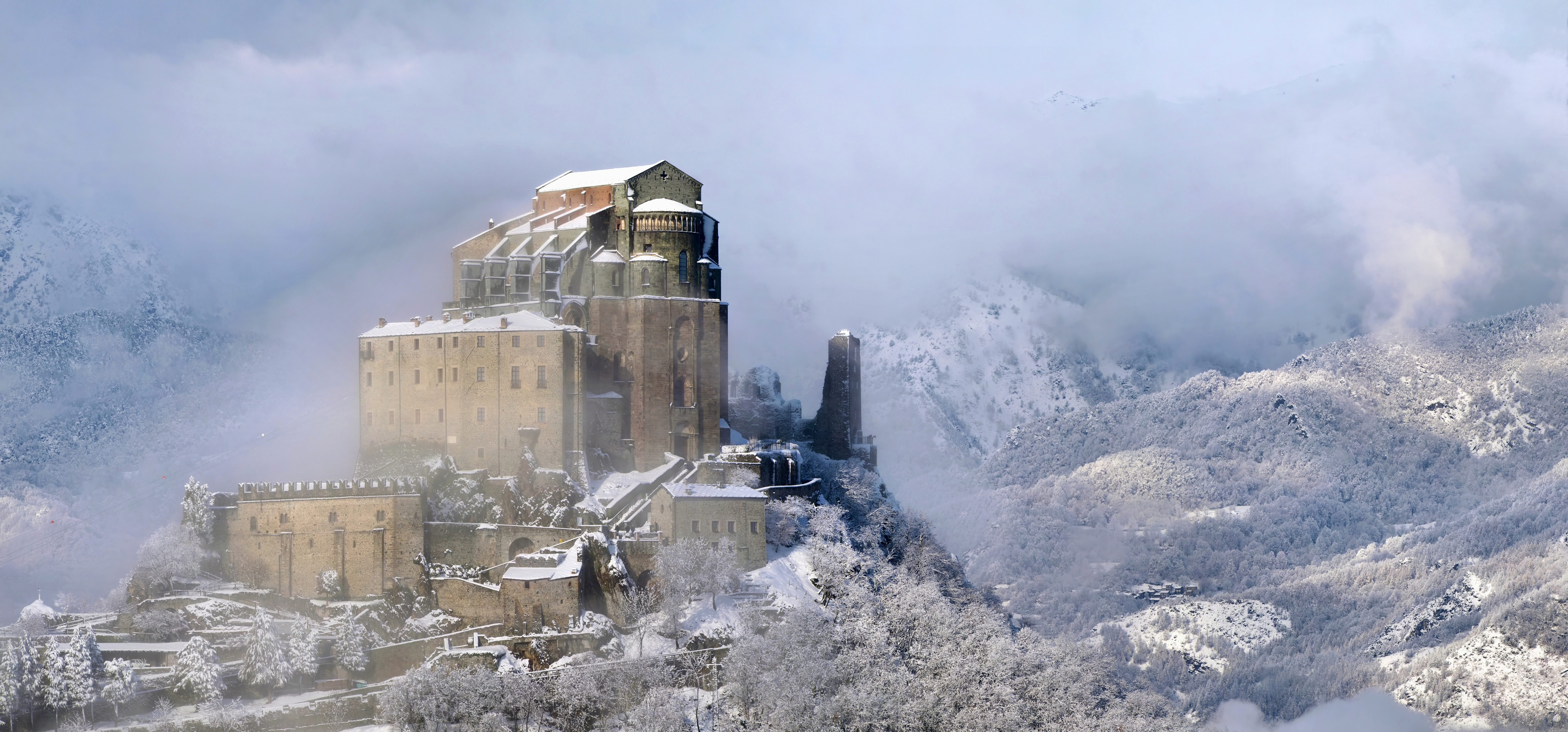
L'abbaye Saint-Michel-de-la-Cluse.

Le Piémont a développé au cours des siècles une culture originale, avec une langue latine, le piémontais, qui a produit une littérature très riche, dont les premiers textes remontent au XIIe siècle. Ayant fait partie d'un État plurinational comme le duché de Savoie, puis le royaume de Sardaigne (Savoie, Piémont, Nice, Sardaigne, Ligurie), le Piémont a toujours été un pays plurilingue, dans lequel le français, le piémontais, l'occitan, l'arpitan (ou franco-provençal) et plus tard l'italien se sont côtoyés sans problème. Aujourd'hui l'italien est la langue universelle, le piémontais est parlé par la moitié de la population (et enseigné dans certaines écoles à titre facultatif), et le français reste une langue relativement bien connue. Au-delà du piémontais et de l'italien, certaines vallées du Piémont possèdent également une langue locale.
Au Piémont occidental, les vallées arpitanes du Piémont (la vallée de l'Orco, la vallée Soana, les trois vallées de Lanzo, la vallée Cenischia, la moyenne et la basse vallée de Susa et la vallée Sangone (it)) sont des régions de langue arpitane (dialecte valsoanin).
Toutes les autres vallées du Piémont occidental sont influencées par la culture de langue occitane (dialecte vivaro-alpin), c'est pourquoi on les appelle les vallées Occitanes. Protégées par la loi italienne (loi 482/1999), plusieurs municipalités ont installé des panneaux de signalisation routière bilingue en italien et en occitan (par exemple : Roccaforte Mondovì/Rocafòrt [prononcé Roucafouart], Caraglio/Caralh [prononcé [kaˈɾaʎ] et Valdieri/Vaudier [prononcé Vawdié]), même s'il existe encore des discussions sur la normalisation orthographique des versions locales d'occitan et sur la transcription italianisée des prononciations locales.
Quelques vallées autour du mont Rose sont de langue walser, qui dérive d'un dialecte allemand du Valais.
L'Est du Piémont au long du Tessin parle un dialecte lombard.

### Personnalités piémontaises
- Arduin d’Ivrée, roi d'Italie.
- Adélaïde de Suse, comtesse de Turin, épouse de Humbert Ier de Savoie dit « blanche-main ».
- Vittorio Alfieri (1749-1803), poète, dramaturge et philosophe.
- Amedeo Avogadro, physicien et chimiste.
- Beppe Fenoglio (1922-1963), ses récits et romans I ventitre giorni della città d’Alba (1952), sont fondés sur la résistance dans « Les Langhe ». Ses œuvres posthumes, Una giornata di fuoco (1963), Il partigiano Johnny (1968), sont largement autobiographiques.
- Umberto Eco (1932-2016), essayiste et romancier.
- Primo Levi (1919-1987), écrivain turinois, survivant de la Shoah.
- Umberto Tozzi (1953- ), chanteur populaire.
- Camillo Cavour, comte de Cavour et Premier ministre du royaume d'Italie.
- Giovanni Agnelli, industriel et sénateur.
- Victor-Emmanuel II de Savoie, premier roi de l'Italie unifiée et considéré comme le père de la patrie italienne.
- Bernardino Drovetti, explorateur, collectionneur d'art égyptien, diplomate italien.
- Appio Claudio, sénateur romain.
- Pierluigi Baima Bollone, médecin.
- Marguerite de Savoie, reine d'Italie.
- Rita Levi-Montalcini, neurobiologiste, lauréate du Prix Nobel de physiologie ou médecine de 1986.
- Giovanni Bosco, saint de l'Église catholique, fondateur de la Société des salésiens.
- Alessandro Antonelli, architecte.
- Vincenzo Lancia, industriel, fondateur du constructeur automobile Lancia.
- Oscar Luigi Scalfaro, président de la République italienne de 1992 à 1999.
- Victor-Amédée II, duc de Savoie, roi de Sicile, et roi de Sardaigne.
- Pietro Micca, militaire, héros pendant la bataille de Turin.
- Antonio Benedetto Carpano, industriel et distillateur à qui on attribue l'invention du fameux Vermouth turinois.
- Benedetto Alfieri, architecte de style Rococo.
- Amedeo di Castellamonte, architecte ducal.
- Michelangelo Garove, architecte ducal.
- Maria Mazzarello, sainte de l'Église catholique.
- Giuseppe Benedetto Cottolengo, saint de l'Église catholique.
- Guido Gozzano, écrivain.
- Maria Vittoria dal Pozzo, princesse de la Cisterna d'Asti, reine d'Espagne.
- Giorgetto Giugiaro, designer.
- Giacomo Jaquerio, peintre.
- Adriano Olivetti, industriel.
- Edmondo De Amicis, écrivain, auteur du Livre-Cœur.
- Joseph-Louis Lagrange, mathématicien turinois.
- Alfonso La Marmora, général et homme politique.
- Roberto Bolle, danseur classique.
- Michele Ferrero, industriel, fondateur du groupe agroalimentaire Ferrero.
- Stefania Belmondo, skieuse de fond, double médaillée olympique.
- Fausto Coppi, cycliste.
- Giorgio Bocca, écrivain journaliste.
- Pietro Badoglio, maréchal d'Italie.
- Piero Gros, champion de ski alpin.
- Charles-Félix de Savoie, roi de Piémont-Sardaigne, dernier monarque absolu de Savoie.
- Erminio Macario, acteur comique.
- Ezio Greggio, acteur comique.
- Gipo Farassino, chansonnier, acteur, homme politique.
- Fred Buscaglione, chanteur, acteur.
- Antonio Castagneri detto Toni dìi Touni (it), guide alpin.
- Amédée de Savoie-Aoste (1898-1942), troisième duc d'Aoste, vice-roi d'Afrique orientale italienne.
- Luigi Einaudi, homme politique et économiste, deuxième président de la République italienne de 1948 à 1955.
- Sergio Pininfarina, designer automobile.
- La Castiglione, espionne et aristocrate piémontaise.
- Paolo Conte, chanteur, auteur.
- Gian Carlo Caselli, magistrat qui joua un rôle décisif dans la lutte contre la mafia.
- Gianni Rodari, écrivain, auteur en grande partie d’œuvres pour enfant.
- Arturo Brachetti, comique.
- Carla Bruni, chanteuse, ex-mannequin et ex-Première dame de France

## Politique
Réputé fief de la droite, le Piémont a basculé lors des élections régionales d'avril 2005. Le président sortant Enzo Ghigo (it) (Forza Italia) a été battu par Mercedes Bresso (Démocrates de gauche puis Parti démocrate). Cependant, aux élections générales de 2008, la coalition de centre-droit composée du Peuple de la liberté et de la Ligue du Nord et menée par Silvio Berlusconi a recueilli environ 47 % des votes dans le Piémont, contre 38 % pour la coalition de centre-gauche,.
Lors des élections régionales de 2010, le Piémont retourne à droite : la liste de la Ligue du Nord menée par Roberto Cota l'emporte de justesse avec 47,3 % des voix contre 46,9 % à la présidente sortante. À l'issue de ce scrutin, le conseil régional de Piémont compte 13 élus du Peuple de la liberté, 13 du Parti démocrate, 9 de la Ligue du Nord, 3 de l'Italie des valeurs, 2 de l'Union de centre et du Mouvement 5 étoiles et 1 pour les Verts, le Parti des retraités, la Fédération de la gauche, Gauche, écologie et liberté ainsi que pour les Modérés pour le Piémont. Mais cette élection contestée est invalidée : la victoire a été obtenue notamment grâce à une liste Pensionati per Cota qui a déposé des signatures falsifiées pour pouvoir se présenter. Le Conseil d'État italien annule en conséquence cette élection en janvier 2014 et oblige la tenue d'élections régionales en mai 2014.
À la suite des élections régionales de 2019, le Piémont rebascule à droite et permet à l'ensemble des régions du Nord de l'Italie d'être gouvernées par l'alliance du centre droit. Alberto Cirio devient alors président de la région avec 49,86% des voix contre 35,80% pour le président de gauche sortant. À l'issue du scrutin, le conseil régional de Piémont compte 17 élus de la Lega, 9 du Parti démocrate, 5 du Mouvement 5 étoiles, 3 de Forza Italia et 2 de Fratelli d'Italia.

## Tourisme
- Stations de ski de Sauze d'Oulx, Bardonnèche, Pragelato, Clavière, Cesana-San Sicario, Prali, Sestrières, Limone Piemonte, Macugnaga et d'Alagna Valsesia.
- Turin, ville d'art et d'histoire, première capitale d'Italie, siège des entreprises Fiat.
- Résidences de la famille royale de Savoie, ensemble des châteaux royaux autour de Turin : château royal de Racconigi, palais royal de Venaria, château de Moncalieri, château de Rivoli, château de Stupinigi, château ducal d'Agliè etc.
- Ivrée et le Canavais avec ses châteaux (château d'Ivrée, château de Masino, château de Montalto Dora, château de Pavone Canavese)
- Vieille ville de Suse.
- Quartier du Piazzo à Bielle.
- Sanctuaire d'Oropa.
- Lac Majeur et les iles Borromées.
- Orta San Giulio et le lac d'Orta.
- Santa Maria Maggiore et le val d'Ossola.
- Saluces, Costigliole Saluzzo, l'abbaye de Staffarda, le château de la Manta et les villages de montagne du Chianale et Bellino, Ostana.
- Régions viticoles des Langhe (autour de Alba dans la province de Coni) et du Montferrat (province d'Asti), Palazzo Mazzetti (it) (pinacothèque) à Asti.
- Barolo et Canelli, petite ville vinicole.
- Avigliana et ses lacs d'Avigliana.
- Abbaye bénédictine Sacra di San Michele à Sant'Ambroglio di Torino.
- Église Sant'Antonio di Ranverso à Rosta.
- Église San Gaudenzio à Baceno.
- Gavi et sa région vinicole du Cortese di Gavi, province d'Alexandrie.
- Acqui Terme, ville thermale.
- Les châteaux de Prunetto et de Monesiglio.
- Ricetto de Candelo.
- Château de Masino à Caravino.
- Sanctuaire de Vicoforte.
- Musée Borgogna et basilique Saint-André à Verceil.
- Varallo Sesia, église Santa Maria delle Grazie, Sacro Monte.
- Alagna Valsesia, le musée Walser.
- Parc national du Grand-Paradis.

## Administration

### Organisation institutionnelle
Le conseil régional est composé de 50 membres, élus pour cinq ans. Le pouvoir exécutif revient au président de la junte régionale.

### Territoire

Les sept provinces et la métropole du Piémont.

Le Piémont est divisé en sept provinces et une ville métropolitaine (portant le nom de leur chef-lieu) :
| Province / Ville métropolitaine                       | Superficie (km²) | Population | Densité (hab./km²) |
| ----------------------------------------------------- | ---------------- | ---------- | ------------------ |
| Province d'Alexandrie (Alessandria)                   | 3 560            | 438 062    | 123,1              |
| Province d'Asti                                       | 1 504            | 219 629    | 146,0              |
| Province de Bielle                                    | 913              | 187 090    | 204,9              |
| Province de Coni (Cuneo)                              | 6 903            | 584 467    | 84,7               |
| Province de Novare (Novara)                           | 1 339            | 365 156    | 272,7              |
| Ville métropolitaine de Turin (Torino)                | 6 821            | 2 288 614  | 335,5              |
| Province du Verbano-Cusio-Ossola (chef-lieu Verbania) | 2 255            | 162 618    | 72,1               |
| Province de Verceil                                   | 2 088            | 179 164    | 85,8               |

## Galerie d'images

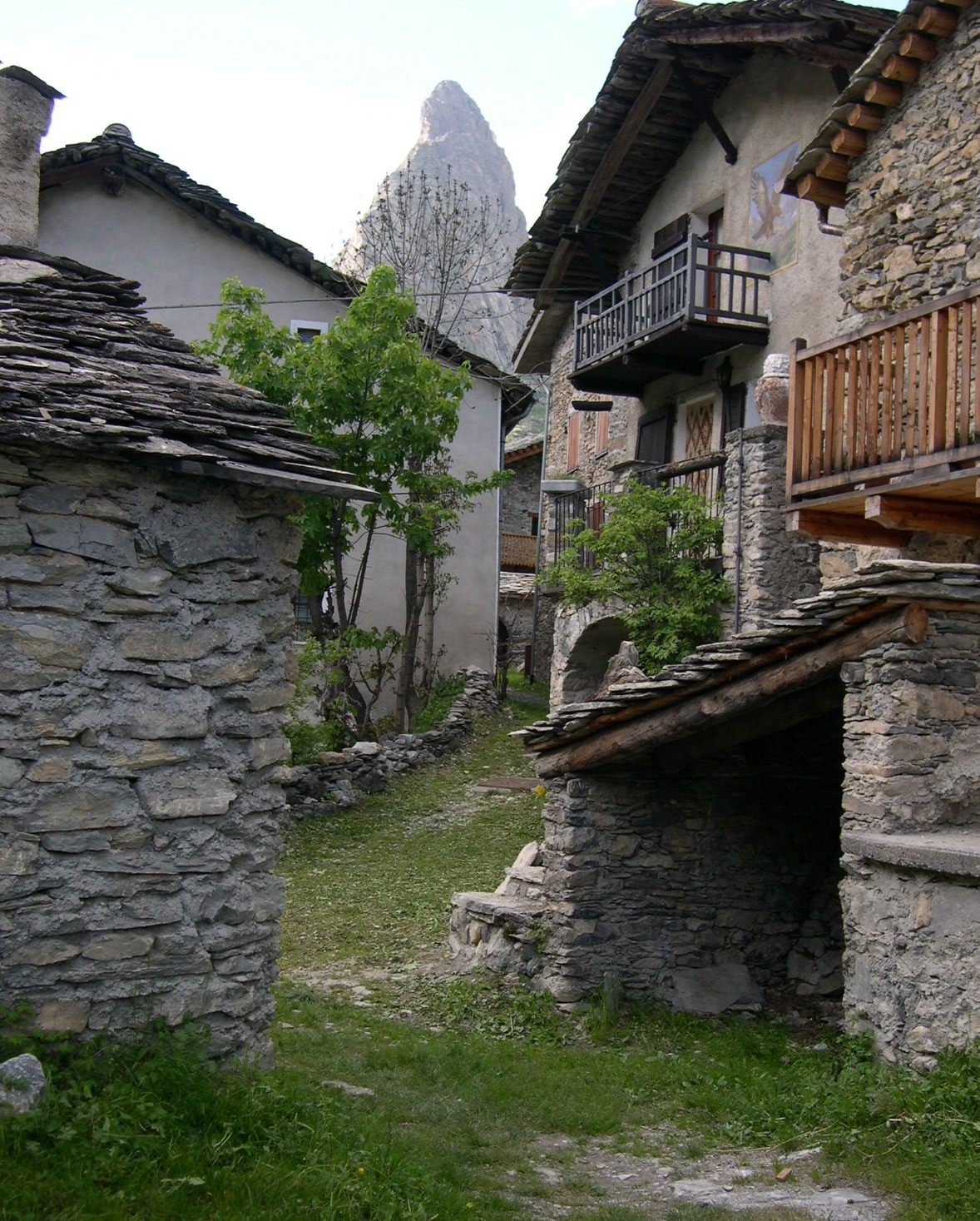
Acceglio.
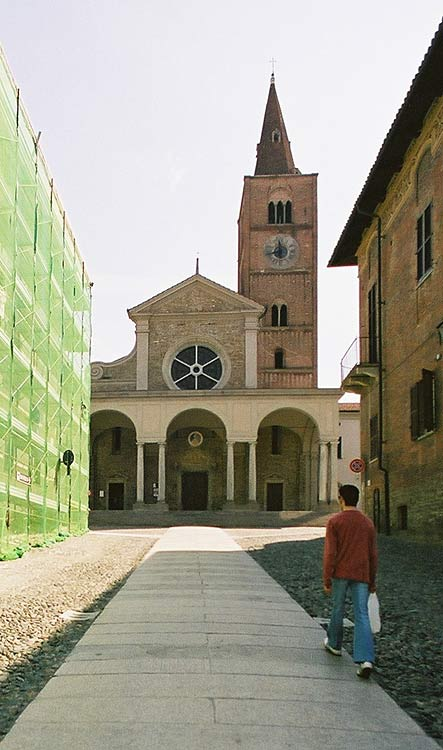
Acqui Terme.
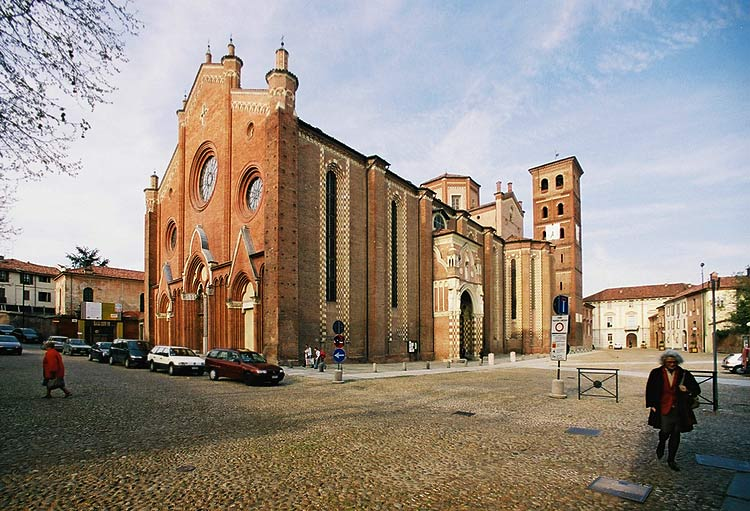
Asti.
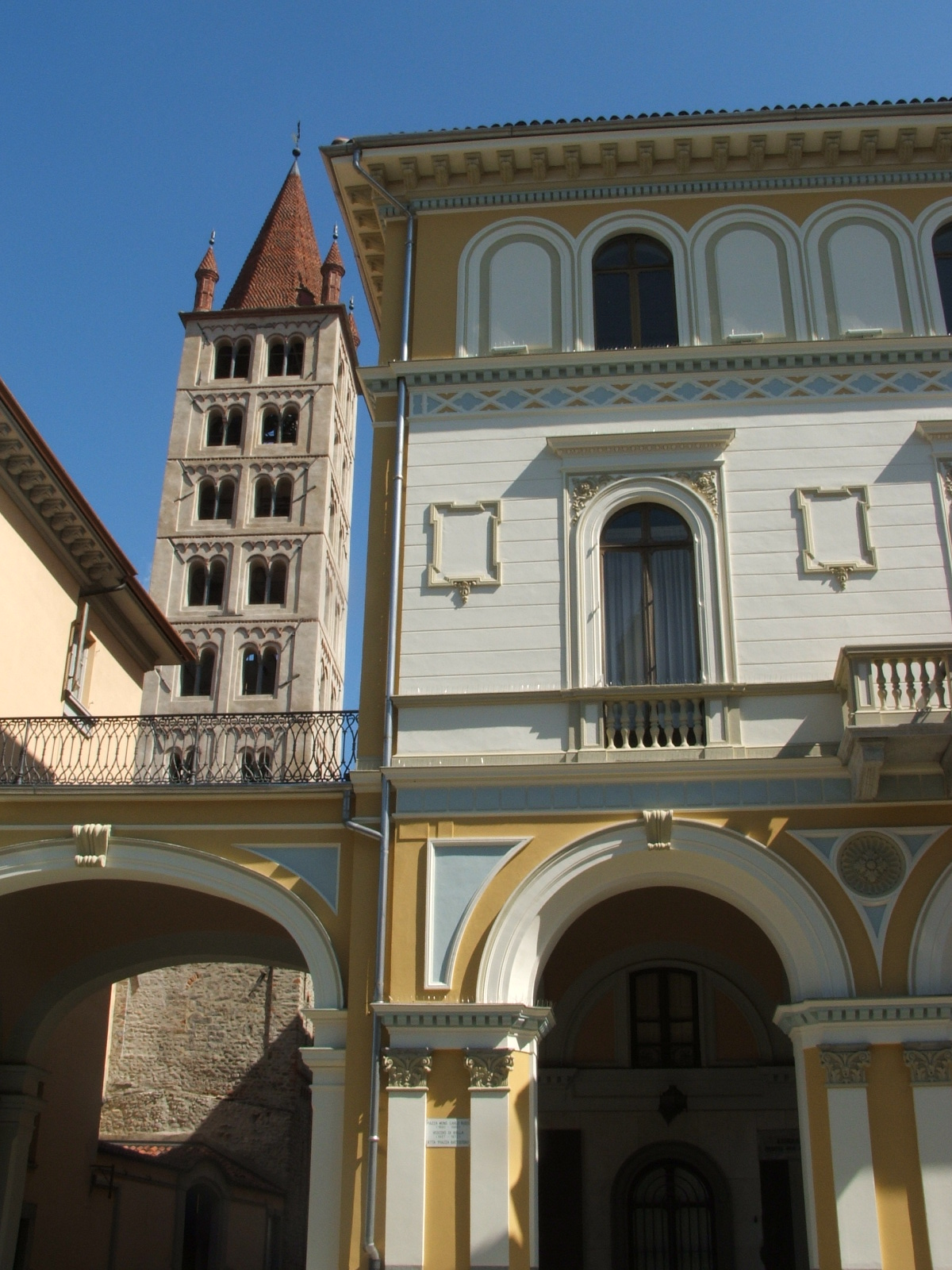
Biella.
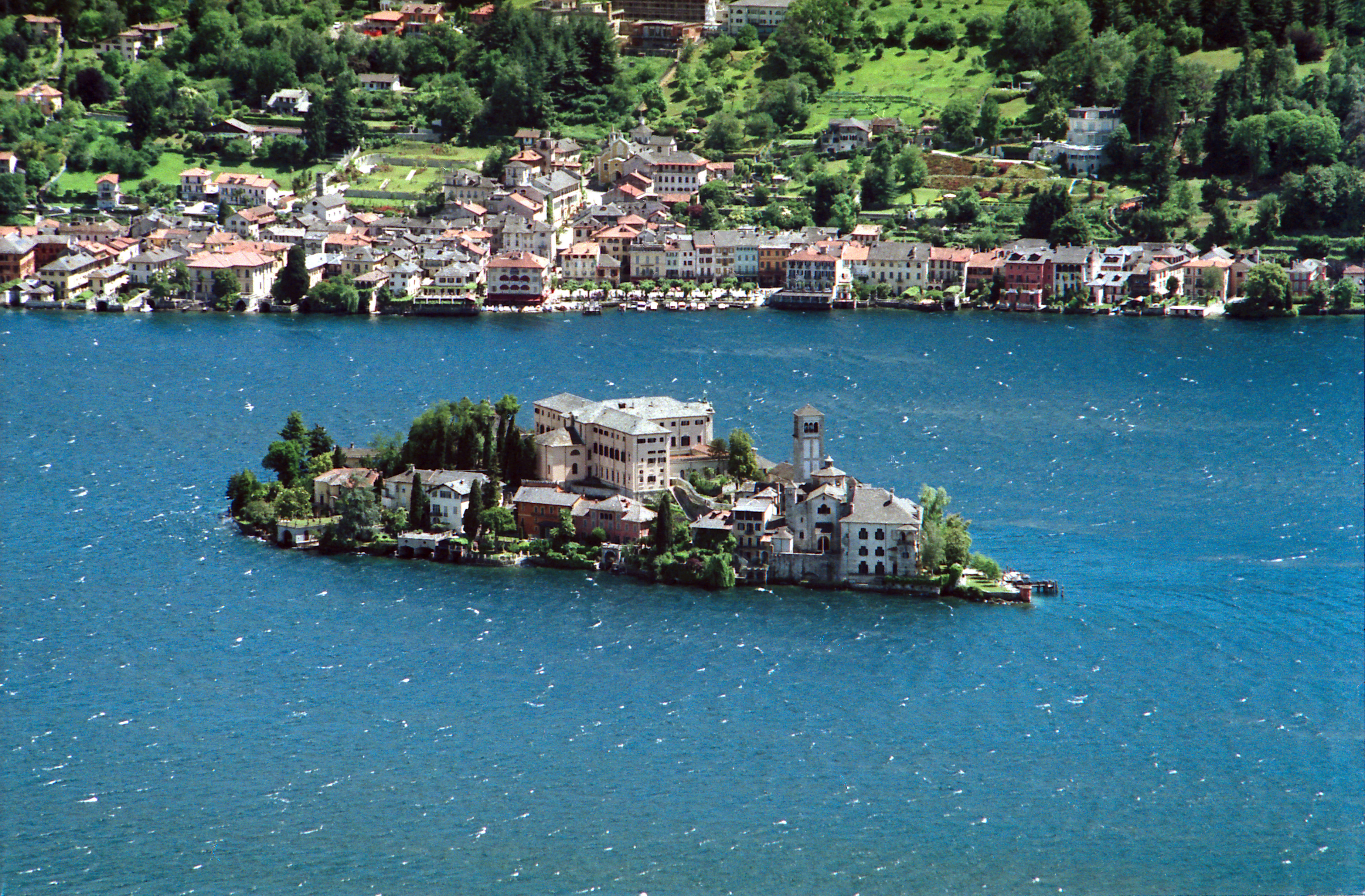
Lac d'Orta et île San Giulio.
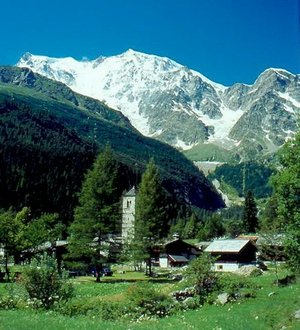
Macugnaga.
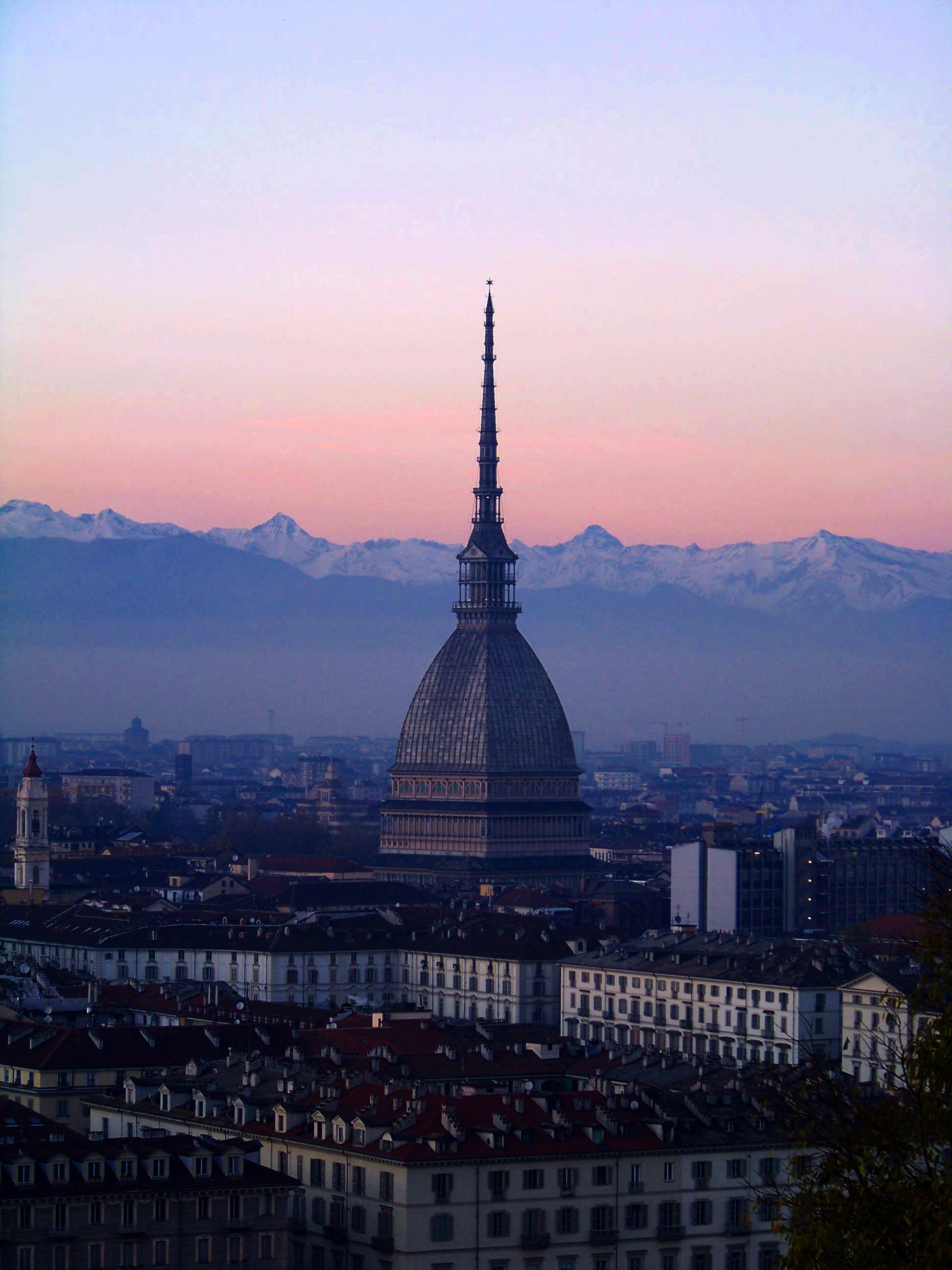
Turin.
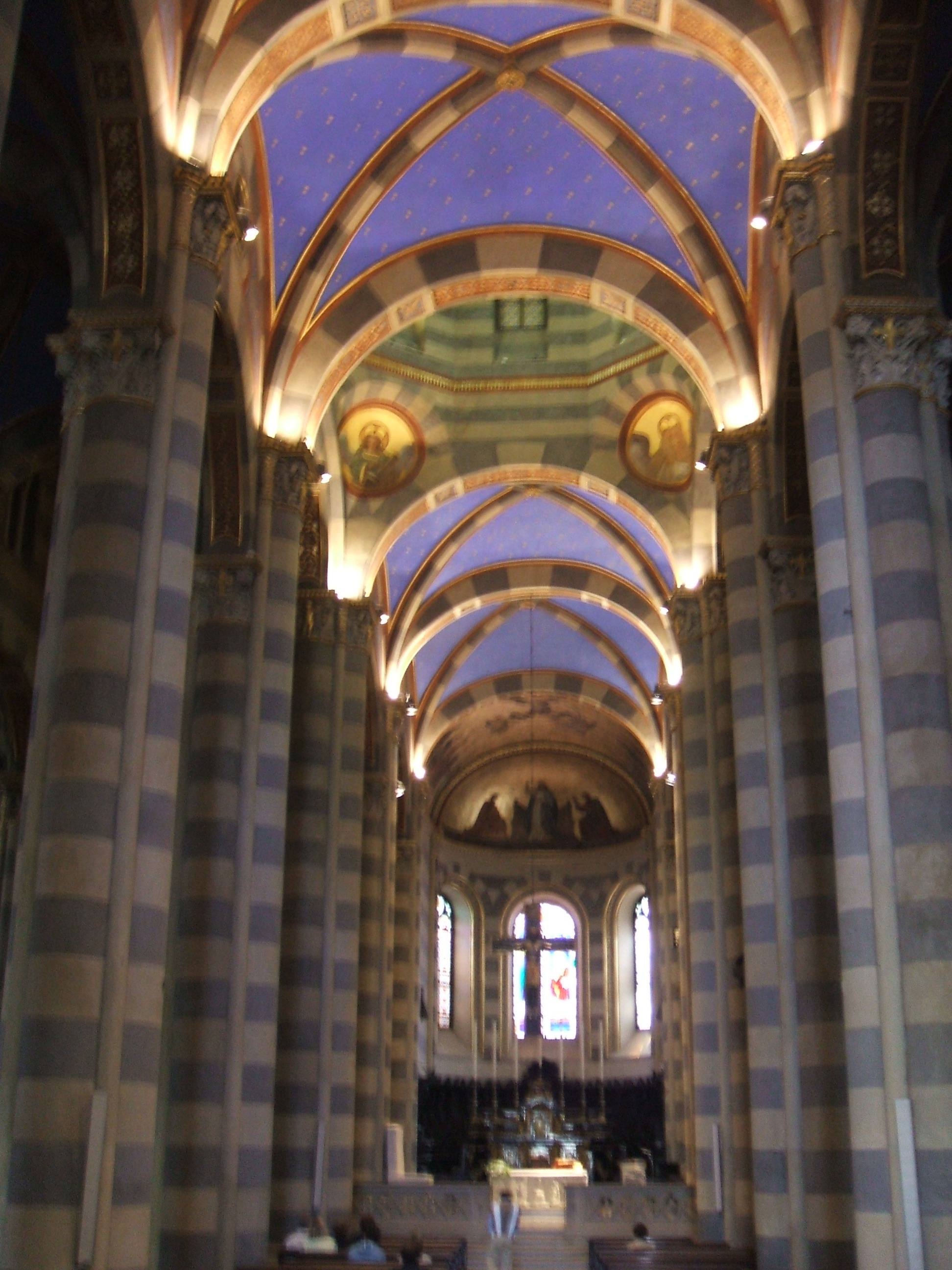
Duomo di Casale Monferrato.
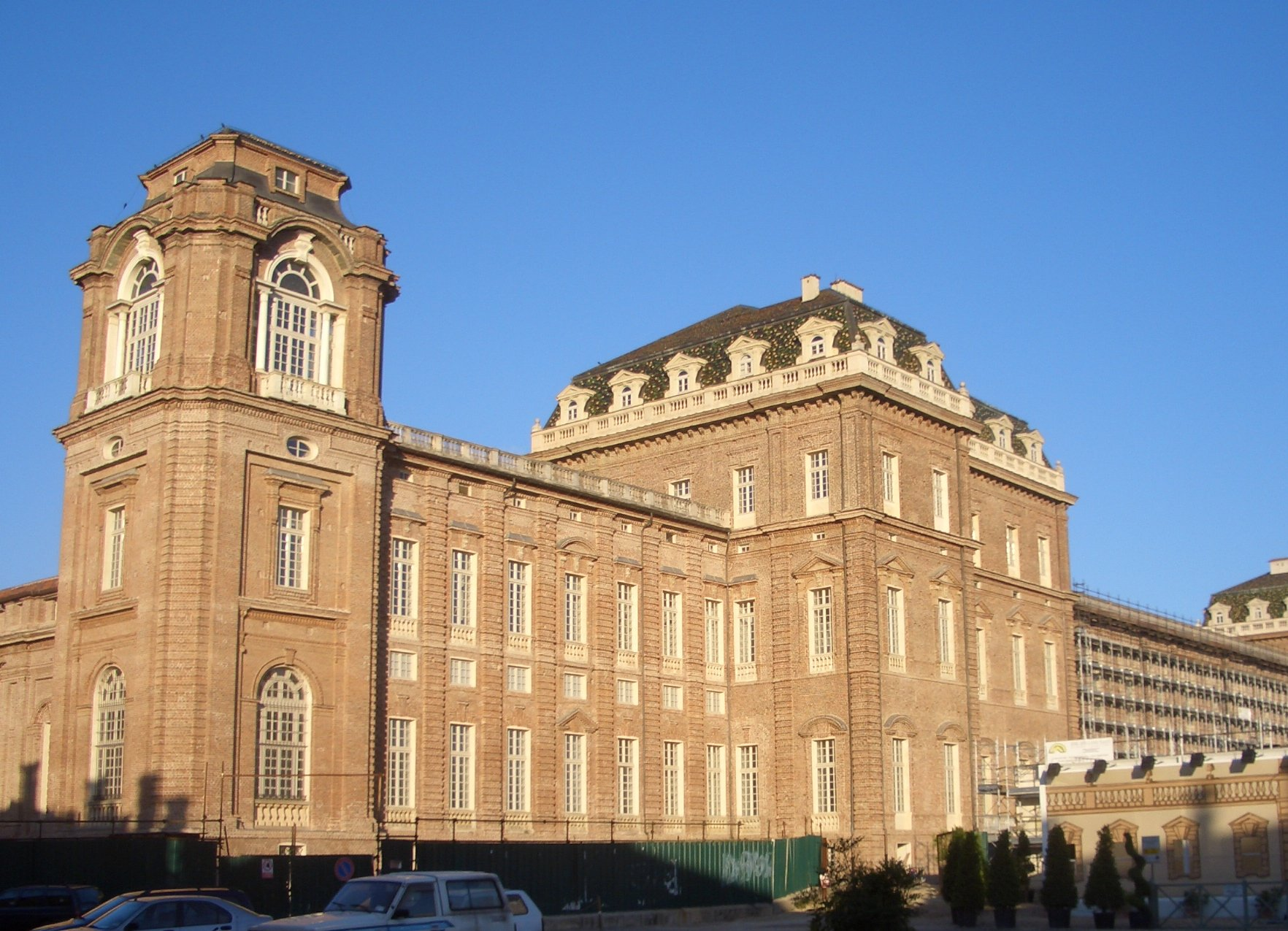
Reggia di Venaria Reale.
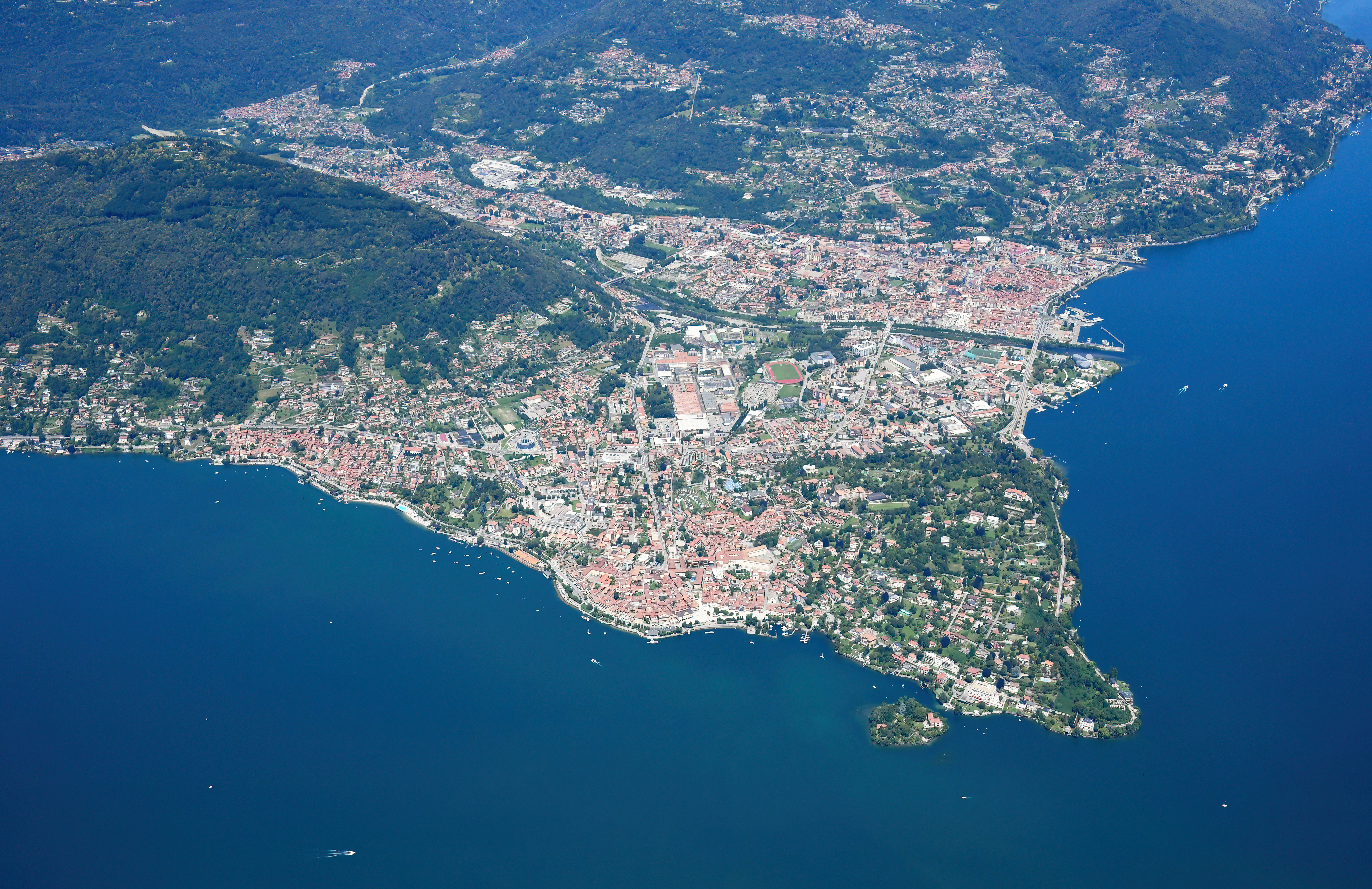
Pallanza (Verbania).
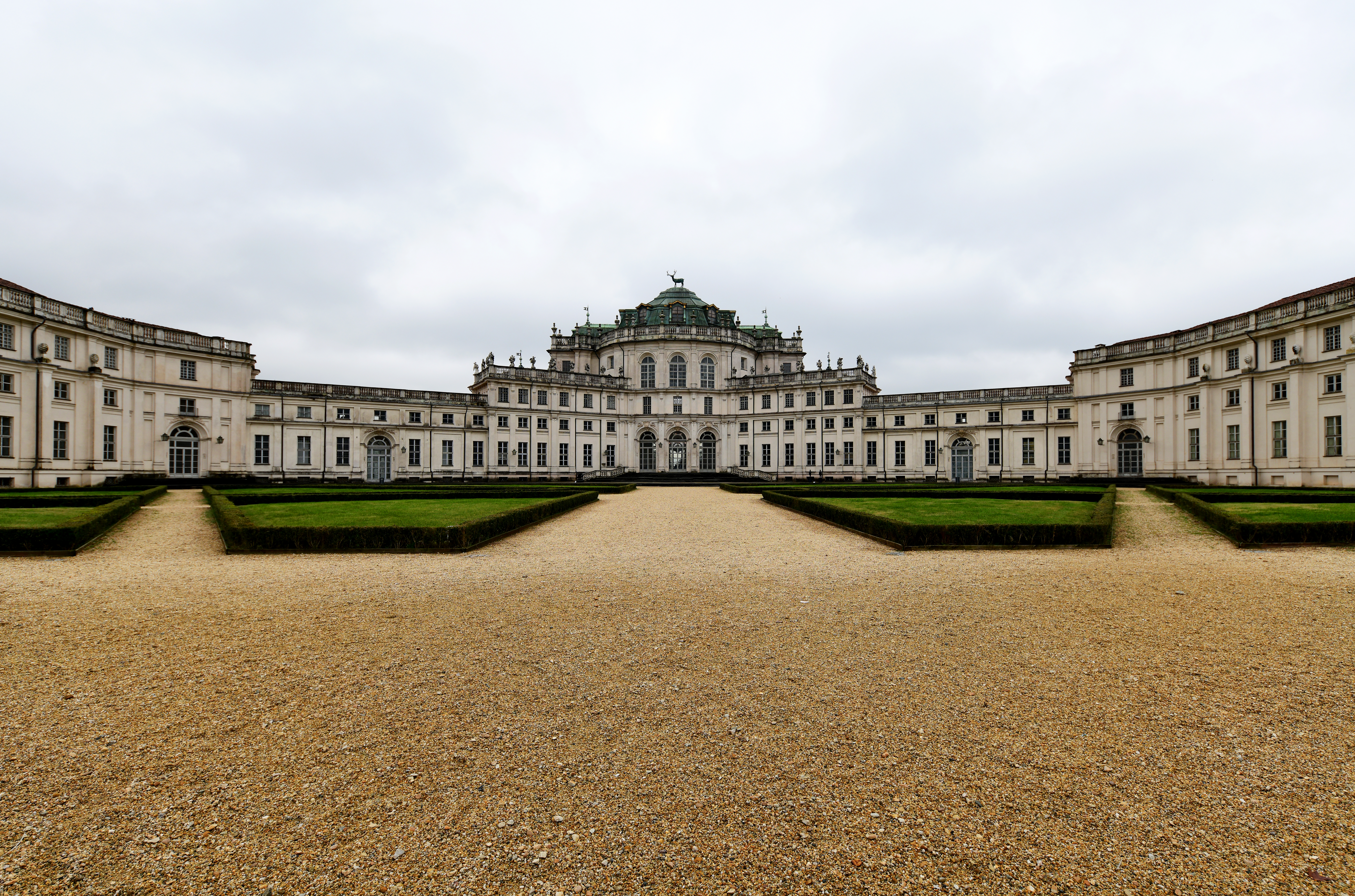
Palazzina di caccia di Stupinigi.
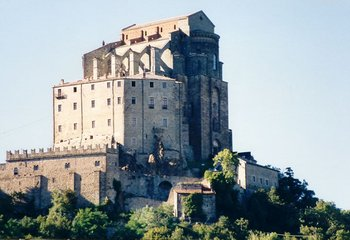
Sacra di San Michele.
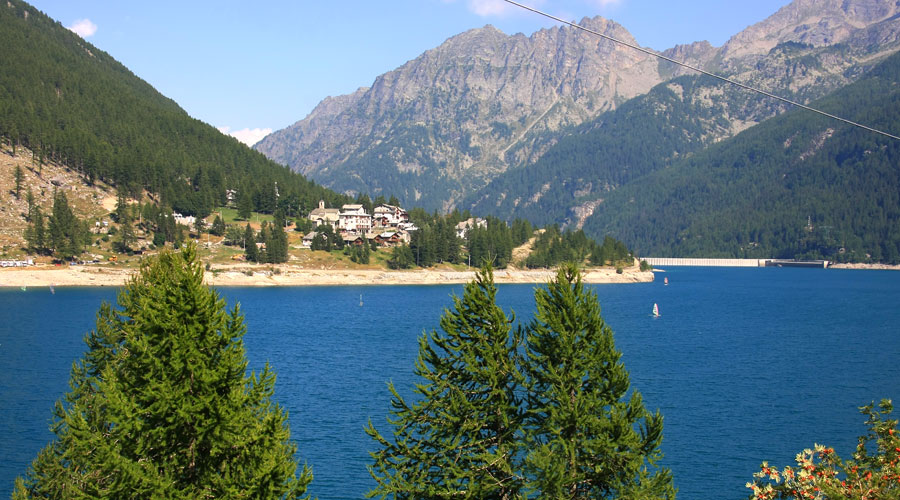
Lac de Ceresole Reale.
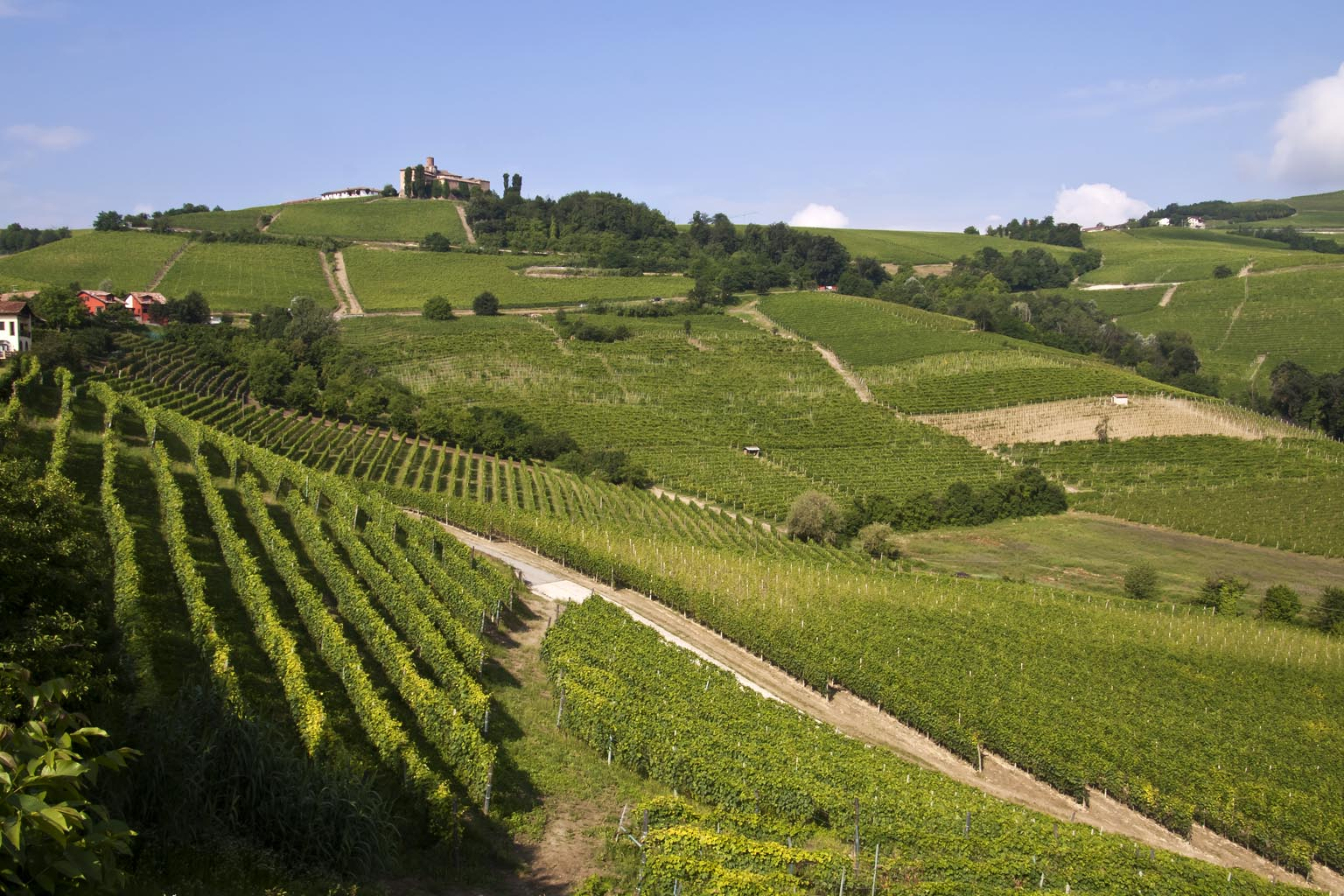
Langhe.